# 6mm Lee Navy
El 6mm Lee Navy (6 x 60 SR), también conocido como el 6mm U.S.N. o .236 Navy, es un cartucho estadounidense de fusil obsoleto. Fue el cartucho estándar de la Armada de los Estados Unidos y el Cuerpo de Marines de los Estados Unidos desde 1895, reemplazando oficialmente al cartucho .45-70 Government, y era el primer cartucho con bala de pequeño calibre y alta velocidad cargado con pólvora sin humo en ser adoptado por cualquier rama de las Fuerzas Armadas estadounidenses. El 6mm Lee Navy fue a su vez reemplazado en 1899 por el cartucho .30 Army (.30-40 Krag).

## Historia y desarrollo

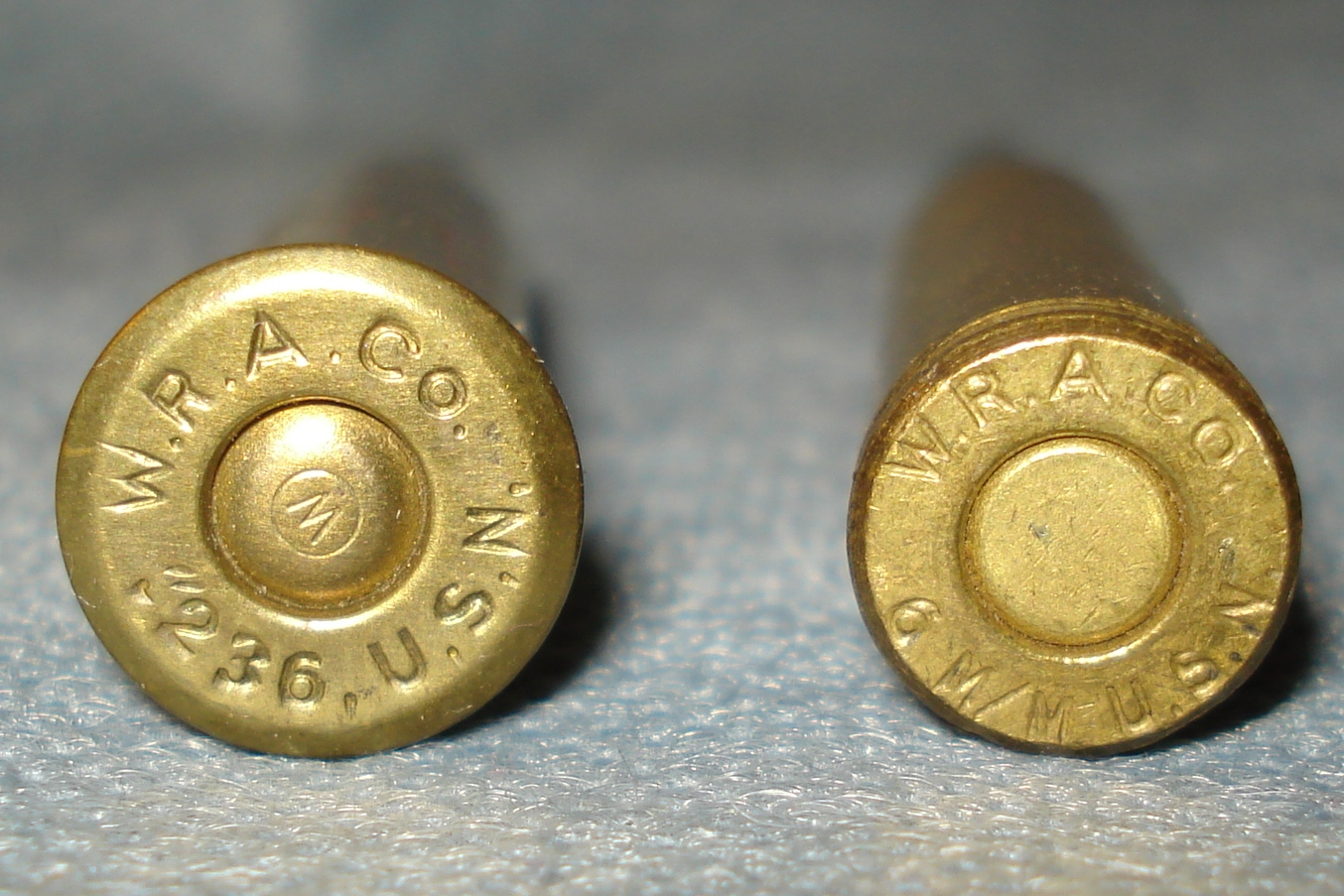
Marcajes de la Armada de los Estados Unidos en los culotes de dos 6mm Lee Navy producidos por Winchester.

Hacia 1894, la Armada de los Estados Unidos quería adoptar un fusil moderno que emplease un cartucho estándar con bala de pequeño calibre y cargado con pólvora sin humo, a fin de mantener el paso con los desarrollos armamentísticos de otras potencias navales tanto para sus fuerzas navales como de infantería de marina. Las autoridades navales decidieron que el nuevo cartucho debía ser adaptable tanto para fusiles como ametralladoras. Al observar que las Fuerzas Armadas de otros países adoptaban fusiles de calibres cada vez más pequeños que disparaban cartuchos de alta velocidad, las autoridades navales estadounidenses decidieron sobrepasar la tendencia de reducción gradual del calibre adoptando un cartucho que montaba una bala calibre 6 mm (0.236 pulgadas), con casquillo con semipestaña capaz de contener hasta 2,6 g (40 granos) de pólvora sin humo rifleita y soportar presiones de hasta 60.000 psi. Mientras el cartucho del Ejército estaba siendo desarrollado, la Armada probó cañones de fusil hechos de diversas aleaciones y con distintos estriados, para finalmente elegir un cañón de acero al níquel con un contenido de 4,5% de níquel, que tenía un estriado con una tasa de rotación de 1 en 6,5 pulgadas.
Mientras el Jefe del Buró de Armamento Naval afirmó en su reporte de 1897 al Secretario de la Armada, titulado Small Arms, que "Al hacer lo que puede parecer un cambio radical en su selección de un calibre más pequeño que otros adoptados en el mundo... el Buró está convencido de mirar hacia el futuro... ciertamente es más inteligente tratar de avanzar con un solo paso mientras las actuales condiciones permitan ir hacia la meta a la cual el mundo avanza con pasos lentos". El reporte mencionaba las ventajas del cartucho calibre 6 mm: una velocidad sumamente incrementada, trayectoria más plana de la bala, menor retroceso, un incremento del 100% en la penetración comparado con el anterior cartucho .45-70 Government y la capacidad de transportar dos veces la cantidad de cartuchos por marinero o infante de marina. Sin embargo, el reporte reconocía que el cartucho calibre 6 mm tenía dos principales desventajas: al ser de pequeño calibre, la bala de 6 mm no causaría el suficiente daño para poner fuera de combate a un enemigo; el poder de parada de la pequeña bala no "detendría el avance de hombres decididos a corto alcance". Respondiendo a estas dos objeciones, el reporte daba tres respuestas. Primero, "la batalla del futuro se peleará a larga distancia y los hombres no vivirán para enfrentarse cuerpo a cuerpo con el enemigo que defiende su posición". Segundo, el 99% de los soldados enemigos heridos no revisarán la severidad de sus heridas, simplemente retirándose a retaguardia. Tercero, el efecto explosivo de una bala de pequeño calibre y alta velocidad contra el cuerpo humano-la bala se deforma o fragmenta para causar heridas devastadoras en huesos u órganos llenos de fluidos-sería más incapacitante a cualquier alcance que las heridas causados por una lenta bala de gran calibre.
El 1 de agosto de 1894, se convocó un comité naval de pruebas en el Centro de Guerra Submarina Naval de Newport, Rhode Island, para probar los fusiles del nuevo cartucho de 6 mm desarrollado por las autoridades navales de maestranza. El aviso gubernamental de los requisitos del concurso decía que no se tomarían en consideración otros cartuchos o calibres. La Winchester fabricó la munición para el gobierno, que a su vez suministró a cada competidor los cartuchos 6mm U.S.N y los cañones de fusil calibre 6 mm, los segundos sin recámara y sin roscado para unirlos al cajón de mecanismos. Se solicitó que el cajón de mecanismos del fusil resista el disparo de cinco cartuchos de sobrepresión y que su recámara soporte una presión de 60.000 psi. Varios inventores y fabricantes de fusiles enviaron sus modelos para ser probados, entre éstos figurando James Paris Lee, que ofreció dos fusiles, uno de cerrojo y otro de cerrojo lineal. El fusil Lee de cerrojo lineal ganó en repetidas pruebas y la Armada estadounidense lo adoptó junto al cartucho en 1895 con la designación de Fusil Lee, Modelo de 1895, calibre 6-mm.
Siendo adoptado por la Armada después de las pruebas en el Centro de Guerra Submarina Naval, el cartucho Ball Cartridge, 6mm o 6mm U.S.N tenía un largo casquillo abotellado con semipestaña y montaba una bala de punta redonda de 8,7 g (135 granos) con núcleo de plomo y camisa de acero bañada en cuproníquel. La pólvora empleada en el nuevo cartucho era la Rifleita, una pólvora sin humo en escamas a base de nitrato de celulosa, originalmente desarrollada para emplearse en el cartucho .303 British.
El nuevo cartucho de 6 mm alcanzó una velocidad de boca de 777 m/s (2.550 pies/segundo) e inicialmente era fabricado por la Winchester Repeating Arms Company (WRA) para la Armada. Debido a las demoras de producción y al deseo de tener una fuente de munición secundaria en caso de una guerra u otra emergencia, la Union Metallic Cartridge (UMC) también ganó un contrato para producir el cartucho de 6 mm. Luego de la adopción del Lee M1895, la pestaña del cartucho fue rediseñada con un ligero bisel (pestaña rebajada) para un óptimo desempeño en el peine en bloque del fusil M1895. El cartucho rediseñado fue designado como 6mm U.S.N., pero continuó siendo mencionado como Ball Cartridge, 6mm. Debido a las dificultades en obtener lotes aceptables de pólvora sin humo Rifleita para el cartucho, así como sus respectivos peines, la Winchester y la UMC no completaron la orden inicial de la Armada de abril de 1896 de 1.000.0000 de cartuchos por más de un año.
En marzo de 1897, después de reportes sobre excesivas presiones en la recámara y corta vida del cañón (3.000 disparos) a pesar del uso de cañones de acero al níquel con un contenido de 4,5% de níquel, las especificaciones para el cartucho de 6 mm fueron cambiadas para incorporar una bala de punta redonda de 7,3 g (112 granos) con núcleo de plomo y camisa de cobre zincado para evitar la corrosión causada por la brisa marina. La Winchester y la UMC tuvieron dificultades en obtener la presión máxima especificada (43.000 psi) para la nueva carga propulsora de Rifleita, por lo que las presiones en la recámara variaban ampliamente según el lote de pólvora, alcanzando los 60.000 psi. La nueva ametralladora Colt-Browning M1895 también fue modificada para utilizar el cartucho con la nueva bala de 7,3 g ese mismo año, ordenándose 500.000 cartuchos adicionales para emplearse en ametralladoras.
Disparando una bala de 7,3 g (112 granos) a 780 m/s (2.560 pies/segundo) desde un cañón con una longitud de 710 mm (28 pulgadas), el 6mm U.S.N era el cartucho con mayor velocidad empleado por cualquier Fuerza Armada al momento de su adopción. Diseñado para obtener una mejor penetración que el cartucho .30 Army del Ejército empleado en el fusil Springfield Modelo 1892-99, este cartucho fue ideado para perforar los cascos de pequeñas embarcaciones enemigas, tales como lanchas patrulleras y torpederas, pudiendo penetrar 330 mm (13 pulgadas) de madera blanda a una distancia de 640 m (700 yardas), 12,7 mm (0,5 pulgadas) de acero con bajo contenido de carbono a 3 m (10 pies); 9,5 mm (0,375 pulgadas) de plancha de caldera a una distancia de 30 m (100 pies), o 7 mm (0,276 pulgadas) de plancha de caldera de acero al cromo a una distancia de 46 m (150 pies). La bala de 7,3 g (112 granos) con punta redonda tenía una trayectoria más plana que su predecesora de 8,7 g (135 granos) a cualquier distancia hasta 475,2 m (500 yardas); más allá de esta distancia, la bala más pesada tenía una ventaja. La nueva bala tenía un alcance efectivo de unos 549-640 m (600-700 yardas), a partir de los cuales la bala de punta redonda rápidamente perdía velocidad y energía. La bala de 7,3 g (112 granos), al igual que su predecesora, mostró una tendencia a la inestabilidad si no giraba rápidamente. Por lo tanto, el fusil Lee M1895 rebició un estriado rápido con una tasa de rotación de 1 en 7,5 pulgadas (190 mm) a dextrógiro para evitar que la bala zigzaguée o revolotee a mayores distancias. En algún momento, este estriado fue cambiado en los fusiles de producción tardía a uno con una tasa de rotación de 1 en 10 pulgadas (250 mm) a dextrógiro. Los reportes médicos contemporáneos observaron que la bala de 7,3 g (112 granos) producía grandes daños a los tejidos y huesos que otros cartuchos militares de la época cuando era disparada a velocidad máxima (780 m/s; 2.650 pies/segundo), con la camisa de cobre de la bala frecuentemente fragmentada o totalmente separada de su núcleo de plomo tras penetrar una sustancia dura como hueso o metal. Por otra parte, cuando la bala de 6 mm impactaba músculos o cavidades llenas de aire, tales como los pulmones, la bala solía producir una herida perforante de pequeño diámetro que causaba poco daño.
El cartucho 6mm Lee Navy demostró ser costoso de producir, con un costo unitario aproximadamente el doble que el anterior cartucho estándar .45-70. Las demoras causadas por las dificultades de obtener pólvora sin humo que cumpliese las especificaciones retrasó los suministros de munición del contrato de la Armada con la Winchester (WRA) y la UMC, además que los suministros del fusil Lee de 6 mm fueron retrasados debido a problemas de fabricación y cambios en el contrato. En consecuencia, el cartucho .45-70 Government y las armas ligeras que lo empleaban continuaron en servicio con la Armada hasta 1897, cuando este cartucho fue nombrado estándar sustituto para los navíos de segunda línea. Debido a discusiones sobre apropiaciones congresales inadecuadas, los batallones de Marines programados para ser equipados con el fusil Lee no recibieron ni fusiles ni municiones hasta 1897, dos años después de la adopción del cartucho y el fusil. El Comandante-Coronel Charles Heywood del Cuerpo de Marines rehusó los suministros iniciales de fusiles Lee a los batallones de Marines hasta que tuviese garantías que el Cuerpo de Marines recibiría al menos 3.000 fusiles Lee, polígonos de tiro mejorados y suficiente munición para continuar los programas de entrenamiento de tiradores de precisión existentes. A pesar de esta amenaza, el reporte del Jefe de Maestranza del Cuerpo de Marines de setiembre de 1897 le suplicaba al Secretario una apropiación adicional de $ 10.000 para cartuchos de 6 mm, a fin de permitirles a los Marines efectuar prácticas de tiro con el fusil Lee. El reporte llegaba a advertir que, a excepción del entrenamiento básico, los Marines alistados "desconocían totalmente el uso de esta arma", ya que todas las prácticas de tiro se habían llevado a cabo usando el viejo fusil de retrocarga Springfield y el cartucho .45-70.
Suministrado tanto a los guardias navales armados (Marinos) y batallones de Marines, el cartucho 6mm Lee Navy fue empleado en combate por las fuerzas estadounidenses (principalmente por fusileros y en ametralladoras de los Marines) tanto en Cuba como en Filipinas durante la Guerra hispano-estadounidense, además de ser suministrado a pequeñas formaciones auxiliares de rebeldes cubanos que participaron en la Campaña de la bahía de Guantánamo. El menor peso del cartucho 6mm Lee Navy significaba que un fusilero podía transportar más cartuchos, ya que 160 cartuchos .30 Army pesaban tanto como 220 cartuchos 6mm Lee Navy.
Durante la lucha por el control del puerto de la Bahía de Guantánamo, el menor peso del cartucho 6mm Lee Navy le permitió a cada Marine transportar munición adicional sin añadir peso, una ventaja al perseguir un enemigo sobre terreno montañoso y accidentado. Los cartuchos adicionales demostraron ser útiles cuando el inicial reabastecimiento de municiones desde los buques de la Armada fue perturbado al inicio de la operación en Guantánamo, permitiéndoles a los Marines continuar con su asalto incluso reabasteciendo a los rebeldes cubanos que se habían quedado sin munición.
Posteriormente, durante las primeras etapas de la Rebelión mora en Filipinas, el cartucho 6mm Lee Navy fue criticado por algunos Marines al no poder detener las frenéticas cargas de los juramentados moros armados con machetes a distancias muy cortas. La posibilidad que a una bala de 6 mm le falte poder de parada había sido planteada en una fecha tan lejana como 1895, cuando el cartucho estaba siendo desarrollado para su adopción. Por otra parte, la Guardia de Legación de los Marines, que utilizó el cartucho 6mm Lee Navy en la defensa de las legaciones extranjeras en Pekín durante el Levantamiento de los bóxers de 1900, junto a los infantes de marina y marinos que participaron en la expedición de ayuda a las legaciones sitiadas, aparentemente no tuvo tales críticas.
Sin embargo, el cartucho de 6 mm con alta velocidad estaba adelantado a su época en términos de tecnología de la pólvora y la metalurgia de los cañones de acero. Además de las quejas sobre acumulación de compuestos corrosivos a base de nitratos en el ánima del cañón, los fusiles Lee M1895 en servicio empezaron a mostrar signos de un temprano desgaste del cañón y erosión en la boca causados por inconsistentes presiones en la recámara y tasas de combustión de la pólvora, a pesar de la solicitud de la Armada de cañones de acero al níquel.
Varios factores llevaron al retiro del 6mm Lee Navy como cartucho militar estándar estadounidense. El más importante fue la decisión del Departamento de Guerra, basada en una recomendación de un comité formado por oficiales del Ejército, la Armada y el Cuerpo de Marines, para estandarizar el cartucho .30 Army en todas las ramas de las Fuerzas Armadas. Adicionalmente, el costoso casquillo con semipestaña biselada del 6mm Lee Navy había sido diseñado para funcionar óptimamente en los peines en bloque del fusil Lee M1895. Esto demostró ser una complicación innecesaria al adaptar el cartucho a otros fusiles y ametralladoras más modernas. Además de la intercambiabilidad entre las ramas, el comité resaltó que el gobierno había invertido más dinero en el cartucho .30 Army y los fusiles que lo empleaban. A pesar de todo, el comité reconoció que el cartucho con pestaña .30 Army era menos que ideal para emplearse en ametralladoras modernas, por lo cual la Armada y el Cuerpo de Marines podían posponer la decisión de adoptarlo hasta que se desarrollase una versión sin pestaña (que finalmente tuvo lugar en 1903, con el .30-03 Springfield).
Otro factor en el abandono del 6mm Lee Navy fue su bala; el 6mm Lee Navy fue adoptado antes de la invención de la bala Spitzer. En consecuencia, la ligera bala de 6 mm con punta redonda perdía buena parte de su efectividad a una distancia de 549-640 m (600-700 yardas), mientras que la bala de punta redonda de 14 g (220 granos) del .30 Army todavía era considerada efectiva a distancias de 914,4 m (1000 yardas) o más, una consideración importante en la época cuando los disparos indirectos de fusil y ametralladora contra blancos lejanos, como grupos de infantería enemiga, eran considerados necesarios. Aunque no era una opinión generalizada, la falta de poder de parada del 6mm Lee Navy reportada en combate por algunas unidades de Marines también pudo haber sido sopesada frente a la idea de retrasar el cambio al cartucho .30 Army en todas las ramas de las Fuerzas Armadas. Complicaciones adicionales eran el problema del desgaste del cañón causado por la pólvora sin humo Rifleita y el fulminante corrosivo empleado en el 6mm Lee Navy, que continuaron aquejando a las autoridades de maestranza de la Armada. Finalmente, debido en parte a su largo y grueso casquillo con semipestaña biselada, el 6mm Lee Navy fue uno de los cartuchos militares estándar más costosos de producir en términos de costo unitario, aunque ya se estaba volviendo obsoleto en comparación a otros cartuchos que empleaban pólvoras más eficientes y casquillos sin pestaña. Los rápidos desarrollos en la munición de las armas ligeras militares pronto demostrarían las ventajas de un fusil alimentado desde depósito y del cartucho de ametralladora con casquillo sin pestaña y bala Spitzer, características que estaban ausentes tanto en el .30 Army como en el 6mm Lee Navy.
En 1899, la Armada adoptó oficialmente el cartucho .30 Army para todas sus armas ligeras, aunque continuó empleando el 6mm Lee Navy en los lotes de fusiles Lee y ametralladoras Colt-Browning. En 1907 la Armada adoptó el cartucho .30-06 Springfield tanto para fusiles como para ametralladoras. Los cartuchos 6mm Lee Navy que en 1917 todavía se encontraban en depósitos de la Armada, fueron subastados por el gobierno y comprados por F.W. Bannerman & Co, un empresario especializado en material militar sobrante. Desafortunadamente para Bannerman, la pólvora empleada en los cartuchos 6mm Lee Navy se había deteriorado a tal punto que fueron considerados inadecuados para su venta, por lo cual su compañía destruyó el lote completo antes que revenderlo al público.

## Uso civil y cinegético
La Winchester vendió una versión de cacería del Lee M1895 con cerrojo lineal. No se vendió bien en el mercado civil estadounidense, debido a la gran preferencia por los fusiles de palanca entre los consumidores estadounidenses. El 6mm Lee Navy fue empleado por un tiempo en los fusiles Remington-Lee M1885 y Blake. Con una reputación de buena penetración y efecto explosivo, el 6mm Lee Navy fue bastante popular como cartucho de caza en Alaska y el noroeste de Canadá. Su producción comercial cesó en 1935. El casquillo del 6mm Lee Navy posteriormente sirvió como base para el .220 Swift, que emplea un casquillo de 6mm Lee Navy con el cuello recortado y monta una bala de calibre 5,5 mm.

## Armas que emplearon el 6mm Lee Navy
- Lee M1895
- Ametralladora Colt-Browning M1895